# Maison Sturdza
Les Sturdza étaient une dynastie de boyards moldaves ayant donné des princes à la Principauté de Moldavie (de 1822 à 1859 avec des interruptions) et à celle de Samos (de 1829 à 1913, avec des interruptions). Parmi les Sturdza, les plus connus sont :

## Généalogie
- Kiriac
  - Ioan
    - Sandu
      - Dimitrie
        - Grigoire
          - Michel Sturdza (Mihail Sturza en roumain, 1794-1884) a régné en Moldavie de 1834 à 1849 et a libéré les Roms du servage en 1844.

      - Ioan
        - Dimitrie
          - Alexandre
            - Dimitrie Sturdza, académicien et premier ministre roumain au XIXe siècle.

  - Sandu
    - Vasile
      - Alexandre
        - Jean Alexandre Sturdza (Ioniță Sandu Sturza en roumain ou Ioannis Stourdzas en grec, 1761-1842) a régné en Moldavie de 1822 à 1828; renversé par une invasion russe en mai 1828, il se réfugie à Constantinople: le sultan ottoman, son suzerain, lui confie en compensation l'île de Samos qui devient en 1829 une principauté autonome

      - Constantin
        - Vasile Sturdza Caïmacan de Moldavie d'octobre 1858 au 5 janvier 1859

## Autres
- Roxane Sturdza
- Alexandre Stourdza
- Grigore Sturdza senior, homme politique roumain au XIXe siècle.
- Mihail R. Sturdza, ministre roumain des affaires étrangères au début du XXe siècle.
- Greta Sturdza (1914-2009), botaniste norvégienne, épouse du prince Georghe Sturdza, créatrice du jardin du Vasterival.
- Dimitrie Sturdza dit Tim Sturdza, champion de tennis suisse.
- Șerban Sturdza, architecte roumain.